# Шауберт, Эдуард
Густав Эдуард Шауберт (нем. Gustav Eduard Schaubert; 27 июля 1804, Бреслау — 30 марта 1860, Бреслау) — немецкий архитектор периода историзма, aрхеолог и градостроитель, сыгравший одну из ключевых ролей в реконструкции Афин после возрождения Греции в первой трети XIX века как независимого государства.

## Биография
Шауберт учился в Бреслау в Силезии (ныне Вроцлав, Польша) и в Берлинской строительной академии, где был учеником Карла Фридриха Шинкеля.
Вместе со своим соучеником Стаматиосом Клеантисом Шауберт стал одним из пионеров городского строительства в Греции в XIX веке. Свою независимость от Османской империи Греция получила в 1830 году, после национально-освободительной войны 1821—1829 годов. Первым президентом независимой Греции стал Иоаннис Каподистриас.
После обучения в Берлине у Шинкеля оба архитектора начали свою профессиональную карьеру в Афинах под руководством Иоанниса Каподистриаса. В 1831 году они создали топографическую карту Афин, на которой были показаны древние руины, византийские церкви и здания старого города. Эта подробная карта послужила основой для строительства новой столицы.
Основная ориентация нового городского комплекса демонстрирует расширение территории к северу от Акрополя и старого города. На этой территории возник городской пейзаж в стиле классицизма, или филэллинства — идеологии, сложившейся во многом трудами немецких архитекторов, работавших в Афинах для первого короля Греции Оттона Баварского из династии Виттельсбахов, монархии, установившейся в Греции с 1832 года.

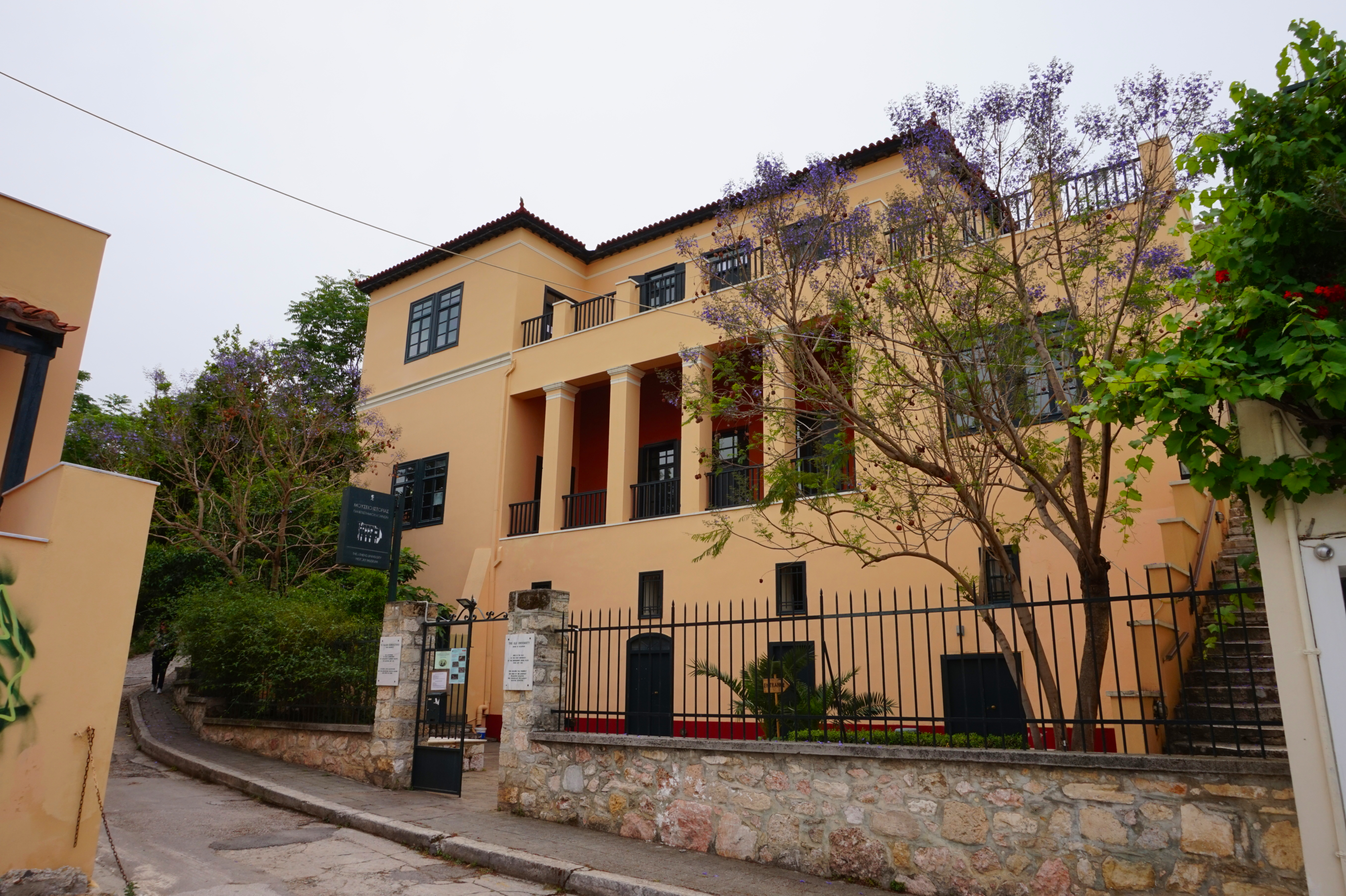
Архитектурное бюро Шауберта и Клеантиса в районе Плака в Афинах

Планы Шауберта учитывали древние раскопки, виды на Акрополь и традиции эллинистической архитектуры. Хотя этот план подвергался изменениям, в частности Лео фон Кленце, архитектором короля Людвига Баварского, он не терял своего значения. Кленце также много строил в Афинах. Он участвовал в раскопках древних сооружений и представил свои предложения по восстановлению Акрополя.
В свою очередь проект Шауберта послужил образцом, особенно для реконструкции городов Пирей и Эретрия. Составив планы Пирея вместе с Клеантисом, планы Эретрии Шауберт разрабатывал один. Он спроектировал новый город на 10 000 жителей. Его план предусматривал выход в залив, служивший гаванью, и включение наиболее важных археологических памятников. Как и в Афинах, Шауберт спланировал различные точки обзора по оси север-юг между ратушей, рынком (агорой), церковью и Акрополем, а также между военно-морской школой и библиотекой, которые были расположены на оси античного театра.
В 1836 году Эдуард Шауберт вместе с немецким архитектором Хансом Кристианом Хансеном разработал реконструкцию Храма Ники Аптерос на Акрополе под руководством археолога Людвига Росса и внёс свой вклад в сбор материала для отчёта Йозефа Хоффера о курватурах (отступлениях от прямых линий и «оптических поправках») в древнегреческих храмах. Храм Ники стал известен в Германии когда Росс, Шауберт и Хансен опубликовали в Берлине в 1839 году книгу о раскопках и реконструкции этого сооружения.
В 1845—1846 годах Шауберт по поручению Людвига Росса провёл раскопки так называемой «Могилы Коройбоса» (Grabes des Koroibos). Древние источники сообщают, что Коройбос (Кореб) из Элиды стал первым победителем соревнований в Олимпии, опередив соперников в беге на один стадий в 776 г. до н. э. В Олимпии ему поставили памятник и 776 г. до н. э. считается годом начала проведения Олимпийских игр. Раскопки так называемой могилы Коройбоса финансировал прусский король Фридрих Вильгельм IV, что сделало раскопки Шауберта началом регулярных немецких археологических изысканий в Олимпии. Раскопки завершились в 1846 году обнаружением остатков могилы неопределённой даты со следами пепла, костями животных и черепками керамики, а также бронзовыми сосудами и бронзовым шлемом, которые Шауберт интерпретировал как останки героя.
Шауберт и Клеантис открыли своё архитектурное бюро в районе Плака в Афинах на улице Толос; в этом здании теперь находится Музей истории Университета Афин.